# 塞巴藏
塞巴藏（法語：Cébazan，法語發音：[sebazɑ̃]）是法国埃罗省的一个市镇，位于该省西南部，属于贝济耶区。

## 地理
塞巴藏（43°24'13"N, 2°58'28"E）面积13.03 平方千米，位于法国奧克西塔尼大區埃罗省，该省份为法国南部沿海省份，南濒地中海，西南接奥德省，西北接塔恩省和阿韦龙省，东北与加尔省接壤。
与塞巴藏接壤的市镇（或旧市镇、城区）包括：卡兹达尔讷、克雷桑、克吕济、皮埃尔吕、皮塞吉耶、卡朗特、圣希尼扬、维莱斯帕桑。

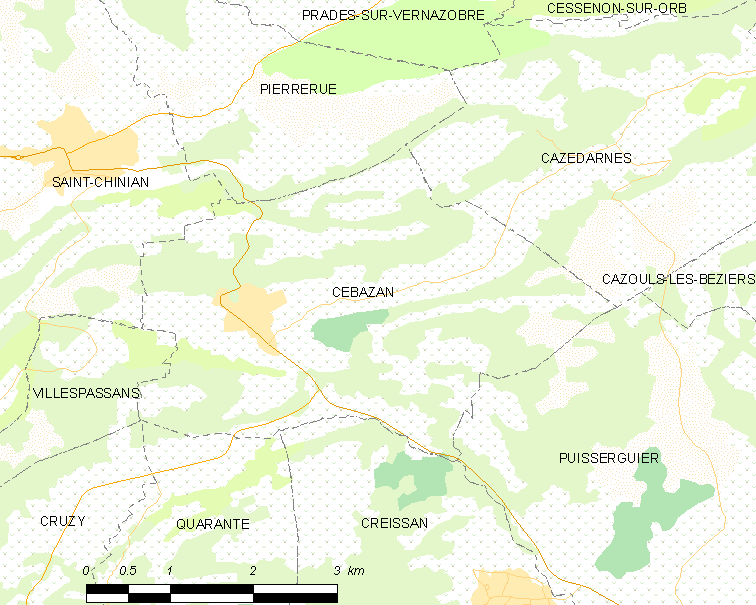
塞巴藏的OSM定位图

塞巴藏的时区为UTC+01:00、UTC+02:00（夏令时）。

## 行政
塞巴藏的邮政编码为34360，INSEE市镇编码为34070。

## 政治
塞巴藏所属的省级选区为圣庞斯德托米耶尔县。

## 人口

1962-2008年间塞巴藏人口变化图示

塞巴藏于2022年1月1日时的人口数量为637人。